# Collegio plurinominale Campania 1 - 01 (2020)
Il collegio elettorale plurinominale Campania 1 - 01 è un collegio elettorale plurinominale della Repubblica italiana per l'elezione della Camera dei deputati.

## Territorio
Come previsto dalla legge n. 51 del 27 maggio 2019, il collegio è stato definito tramite decreto legislativo all'interno della circoscrizione Campania 1.
Il collegio comprende la zona definita dai tre collegi uninominali Campania 1 - 01 (Giugliano in Campania), Campania 1 - 02 (Napoli Fuorigrotta) e Campania 1 - 03 (Napoli San Carlo Arena) quindi tutto il comune di Napoli e 16 comuni della città metropolitana omonima situati nel quadrante a nord-ovest dell’hinterland napoletano.

## XIX legislatura

### Risultati elettorali
|                               | Movimento 5 Stelle                                      | 227 903   | 42,65 | 3 | 227 903 | 42,65 | 3 |  |  |
|                               | Fratelli d'Italia                                       | 75 062    | 14,05 | 1 | 130 329 | 24,39 | – |  |  |
|                               | Forza Italia                                            | 40 699    | 7,62  | – | 130 329 | 24,39 | – |  |  |
|                               | Lega per Salvini Premier                                | 11 800    | 2,21  | – | 130 329 | 24,39 | – |  |  |
|                               | Noi Moderati                                            | 2 768     | 0,52  | – | 130 329 | 24,39 | – |  |  |
|                               | Partito Democratico - Italia Democratica e Progressista | 80 928    | 15,15 | 1 | 119 553 | 22,37 | – |  |  |
|                               | Alleanza Verdi e Sinistra                               | 17 611    | 3,30  | – | 119 553 | 22,37 | – |  |  |
|                               | +Europa                                                 | 10 738    | 2,01  | – | 119 553 | 22,37 | – |  |  |
|                               | Impegno Civico – Centro Democratico                     | 10 276    | 1,92  | – | 119 553 | 22,37 | – |  |  |
|                               | Azione - Italia Viva                                    | 28 045    | 5,25  | – | 28 045  | 5,25  | – |  |  |
|                               | Unione Popolare                                         | 16 527    | 3,09  | – | 16 527  | 3,09  | – |  |  |
|                               | Italexit                                                | 6 604     | 1,24  | – | 6 604   | 1,24  | – |  |  |
|                               | Italia Sovrana e Popolare                               | 3 984     | 0,75  | – | 3 984   | 0,75  | – |  |  |
|                               | Noi di Centro – Europeisti                              | 1 386     | 0,26  | – | 1 386   | 0,26  | – |  |  |
| Totale                        | Totale                                                  | 534 331   | 100   | 5 | 534 331 | 100   | 3 |  |  |
|                               |                                                         |           |       |   |         |       |   |  |  |
| Voti non validi               | Voti non validi                                         | 15 215    | 2,77  |   |         |       |   |  |  |
| Votanti                       | Votanti                                                 | 549 546   | 49,53 |   |         |       |   |  |  |
| Elettori                      | Elettori                                                | 1 109 480 |       |   |         |       |   |  |  |
|                               |                                                         |           |       |   |         |       |   |  |  |
| Data: 25 settembre 2022       |                                                         |           |       |   |         |       |   |  |  |
| Fonte: Ministero dell'interno |                                                         |           |       |   |         |       |   |  |  |

### Eletti

#### Eletti nei collegi uninominali
Eletti nel Movimento 5 Stelle
| Collegio uninominale          | Eletto | Eletto           | Partito            |
| ----------------------------- | ------ | ---------------- | ------------------ |
| 1. Giugliano in Campania      |        | Antonio Caso     | Movimento 5 Stelle |
| 2. Napoli Fuorigrotta         |        | Sergio Costa     | Movimento 5 Stelle |
| 3. Napoli San Carlo all'Arena |        | Dario Carotenuto | Movimento 5 Stelle |

#### Eletti nella quota proporzionale
| Movimento 5 Stelle                                 | Partito Democratico-IDP | Fratelli d'Italia           |
| -------------------------------------------------- | ----------------------- | --------------------------- |
|                                                    |                         |                             |
| Raffaele Bruno Marianna Ricciardi Gilda Sportiello | Roberto Speranza        | Michele Schiano di Visconti |